# Le Secret du Mystique
Le Secret du mystique est un récit simple et documenté des scènes de la vie quotidienne d’une population animiste en pays Bamiléké dans la forêt équatoriale à l'Ouest du Cameroun et qui montre l'étroite imbrication entre l'homme, la nature et les forces du "monde de l'au-delà".

## L'auteur
L'auteur, Michel Tagne Foko, est né dans une famille polygame, à Bandjoun au Cameroun. Bercé dans les valeurs ancestrales, épris de culture et initié aux rites de la culture Bamiléké, il est un écrivain engagé qui raconte ses racines. Il vit en France depuis 2009.

## Résumé
Le livre raconte les croyances et les us dans une contrée animiste marqués par la recherche du bien-être pour soi et les autres. L'usage de la sorcellerie et des rituels invoquent le monde surnaturel.
La vie est marquée par le jeu, le labeur, la chasse, la culture, l’amour, l’amitié, l’union des sexes, la fécondité, le respect de la nature et l’éducation à la vie.
Le livre alterne pages documentaires et récits narratifs.

## Sources
- Notices d'autorité :   - BnF (données)